# Rats! (videogioco 1998)
Rats! è un videogioco del 1998 sviluppato da Tarantula Studios per Game Boy. Il gioco è stato inoltre distribuito con il titolo Reservoir Rat.